# Nashi
Nashi (em russo:  'Молодежное движение «Наши»', 'Movimento Jovem "Nosso!"') é um movimento político jovem russo, que se declara um movimento democrático, anti-fascista, anti-imperialista-capitalista. Sua criação foi encorajada por figuras seniores na administração presidencial russa, e é rotulada como uma organização governamental não governamental (GONGO).
Foi anunciado oficialmente por Vasily Yakemenko (líder do movimento pró-Putin Caminhando Juntos) em primeiro de março de 2005.
A conferência de fundação ocorreu em 15 de Abril de 2005. Acredita-se que a motivação do Nashi foi ser uma reação contrária à Revolução Laranja na Ucrânia em 2004, na qual protestos de rua compostos majoritariamente por jovens ajudaram a levar à presidência o candidato pró-ocidente Viktor Yushchenko.
O organismo, pelas suas características, organização e métodos de atuação, é normalmente equiparado à juventude hitleriana. A atuação dos grupos de ativistas da Nashi, reveste-se normalmente de atividades violentas, com perseguição de minorias étnicas, homossexuais e opositores do líder ideologico do movimento, Vladimir Putin